# Hans Brokvist
Hans Brokvist, född 1948 i Storfors i Kroppa församling, är en svensk silversmed.
Brokvist är autodidakt som  silversmed och har medverkat i hantverksmässor i Brunskogs socken, Västerås och Kristinehamn och medverkat i samlingsutställningen Guld och silver ur Värmland på Värmlands museum.